# Los crímenes del museo
Los crímenes del museo (en inglés Mystery of the Wax Museum, literalmente Misterio en el Museo de Cera), es una película del año 1933 perteneciente al género de horror/misterio pre-Código, dirigida por Michael Curtiz y publicada por la empresa Warner Bros. en formato dos colores Technicolor. La película está protagonizada por Lionel Atwill, Fay Wray, Glenda Farrell y Frank McHugh.
Esta película, junto con Doctor X de Warner, fueron las últimas películas de ficción dramáticas realizadas con el proceso de dos colores Technicolor.

## Argumento
Un hombre llamado Ivan Igor (Lionel Atwill) es un escultor que opera un museo de cera en el año 1921 en Londres. Hace una visita privada a un amigo, el Dr. Rasmussen (Holmes Herbert), y un inversor, el Sr. Galatalin (Claude King) les muestra esculturas de Juana de Arco, Voltaire, y su favorita, María Antonieta. Anteriormente era un escultor de piedra que hacía modelado de cera como pasatiempo, explica que se volvió completamente al arte de esculpir cera porque se sentía más "satisfecho" de poder reproducir "mejor el calor, la carne y la sangre de la vida en cera que en piedra fría". El Sr. Galatalin, impresionado por sus esculturas, ofrece presentar la obra de Igor a la Real Academia después de que regrese de un viaje a Egipto.
Lamentablemente, los negocios en el museo están bajando debido a la atracción de la gente hacia lo macabro (un museo de cera cercano se ocupa de eso). El socio de Igor, Joe Worth (Edwin Maxwell) propone quemar el museo para cobrar las £10.000 de la póliza del seguro. Igor no está dispuesto a permitir semejante fraude, pero Worth inicia un incendio de todos modos. Igor intenta detenerlo y él y Worth comienzan una pelea. Mientras luchan, las obras maestras de cera se derriten en las llamas. Worth deja inconsciente a Igor, dejando que el escultor muera en el fuego. Igor sobrevive, sin embargo, y reaparece en 1933, 12 años después, en la ciudad de Nueva York, reabriendo un nuevo museo de cera. Sus manos y sus piernas han quedado gravemente lisiadas en el incendio y debe confiar en los asistentes para crear sus nuevas esculturas.
Mientras tanto, la destacada periodista Florence Dempsey (Glenda Farrell), a punto de ser despedida por no traer ninguna noticia que valga la pena, es enviada por su impaciente editor, Jim (Frank McHugh), para investigar el suicidio de una modelo llamada Joan Gale (Monica Bannister). Durante este tiempo, un monstruo horrible roba el cuerpo de Joan Gale de la morgue. Cuando los investigadores descubren que han robado su cuerpo, sospechan que se trata de un asesinato. El dedo señala inicialmente a George Winton (Gavin Gordon), hijo de un poderoso industrial, pero después de visitarlo en la cárcel, Florence piensa de manera diferente.
La compañera de piso de Florence es Charlotte Duncan (Fay Wray), cuyo novio Ralph (Allen Vincent) trabaja en el nuevo museo de cera de Igor. Al visitar el museo, Florence nota un extraño parecido entre una figura de cera de Juana de Arco y el modelo muerto. Al mismo tiempo, Igor ve a Charlotte y comenta sobre su parecido con su escultura de María Antonieta .
Igor emplea un par de personajes sospechosos: el profesor Darcy (Arthur Edmund Carewe), un drogadicto, y Hugo (Matthew Betz), un sordomudo. Darcy también trabaja para Joe Worth, ahora un contrabandista en la ciudad, entre cuyos clientes no es otro que Winton.
Mientras investiga una antigua casa donde Worth guarda su alcohol de contrabando, Florence descubre un monstruo conectado con el museo, pero no puede demostrar ninguna conexión con la desaparición del cuerpo de Joan Gale. Se ve a Darcy salir corriendo de la casa y es atrapada por la policía. Cuando es llevado a la estación, eventualmente se desmorona y admite que Igor es el asesino y que ha estado asesinando gente (incluyendo un juez desaparecido cuyo reloj fue encontrado en la persona de Darcy), robando sus cuerpos y sumergiéndolos en cera para crea esculturas realistas
Charlotte, que visita a Ralph en el museo, está atrapada allí por Igor, de quien se revela que aún puede caminar. Cuando Charlotte trata de escapar, ella le golpea la cara, rompiendo una máscara de cera que él mismo ha hecho, para revelar que había sido horriblemente desfigurado. También le muestra el cadáver de Joe Worth, a quien Darcy había estado buscando por un tiempo. Cuando se desmaya, la ata a una mesa con la intención de rociarla con cera fundida y convertirla en su escultura perdida de María Antonieta. Florence lleva a la policía al museo justo a tiempo: para un hombre supuestamente lisiado por el fuego, Igor se mueve con sorprendente velocidad y agilidad, luchando con éxito contra la policía, pero finalmente es asesinado a tiros. Él cae en una cuba gigante de cera que estaba destinada a Charlotte.
Cuando Florence informa su historia a su editor, Jim, se lo propone. Al tener que elegir entre el dinero (Winton) y la felicidad (Jim), elige lo último.

## Elenco
- Glenda Farrell como Florence Dempsey.
- Lionel Atwill como Ivan Igor.
- Fay Wray como Charlotte Duncan.
- Frank McHugh como Jim.
- Allen Vincent como Ralph Burton.
- Gavin Gordon como George Winton.
- Edwin Maxwell como Joe Worth.
- Holmes Herbert como el doctor Rasmussen.
- Claude King como el señor Galatalin.
- Arthur Edmund Carewe como Sparrow – Profesor Darcy.
- Thomas Jackson como detective.
- DeWitt Jennings como capitán de policía.
- Matthew Betz como Hugo.
- Monica Bannister como Joan Gale.

## Producción
La película está basada en un cuento inédito, "The Wax Works", de Charles S. Belden, quien también había escrito una obra de teatro llamada The Wax Museum, que había sido seleccionada por Charles Rogers, un productor independiente. Esto fue descubierto por el abogado de derechos de autor de Warner, pero el estudio optó por la historia de Belden por $ 1,000 antes de obtener el informe del abogado. Rogers abandonó su opción en la jugada cuando fue amenazado con una demanda del coautor de una obra de Broadway con una trama similar.
Una continuación del éxito de terror de Warner en 1932, Doctor X, Mystery involucró a muchos del mismo reparto y equipo, incluidos los actores Lionel Atwill, Fay Wray, Arthur Edmund Carewe y Thomas Jackson; el director Michael Curtiz; el director de arte Anton Grot; y el camarógrafo Ray Rennahan. La película también reutilizó la música de apertura del Doctor X por Bernhard Kaun.
Los crímenes del museo fue el último largometraje de un contrato Technicolor de 1931. Warner ya había notado la apatía del público con el sistema de color artificial. Technicolor fue recibido con hostilidad por los críticos y el público inundado en sus tonos irreales y control de calidad monótono desde 1929. El considerable gasto adicional del comprometido espectro de dos colores, que era una buena idea cuando el color era una novedad, era ahora un anatema. Warners había intentado sin éxito que Technicolor le permitiera cambiar el último compromiso de una serie de cortometrajes, pero cuando el estudio violó el contrato filmando al Doctor X. Con una unidad adicional en blanco y negro, lo que les permite procesar las impresiones en su propio laboratorio y evitar pagar miles de dólares a Technicolor, Technicolor cavó en sus talones y se negó. En consecuencia, Los crímenes del museo fue la última obra del estudio en el sistema Technicolor de dos colores. El fundador de Technicolor Herbert Kalmus lo declaró «lo máximo que es posible con dos componentes». Aparentemente, la combinación del proceso de dos colores con la iluminación de Rennahan y los decorados de Grot crearon una atmósfera irreal que funcionó bien para la historia de la película.
El proceso combina tintes rojos y verdes para crear una imagen en color con un espectro reducido. (Technicolor presentaría su proceso de tres negativos en 1932 con Flowers and Trees, llegando a un acuerdo exclusivo para la animación solo con Walt Disney. Warner Bros. fue el primero en usar el nuevo proceso comercialmente para la acción en vivo en pantalones cortos como Service With a Smile en 1934).
Desafortunadamente, la extremadamente brillante luz requerida para filmar bajo el proceso Technicolor derretía las figuras de cera, y en su lugar tenían que ser tocadas por actores. Algunos actores incluso recibieron daño ocular por las luces.

## Recepción
Tras su lanzamiento, la revista Time sintió que era una buena película de misterio, pero se decepcionó con el final abrupto y la falta de una escena explicativa. Sin embargo, Mordaunt Hall de The New York Times escribió: «Está muy bien en su camino a tener a un científico loco realizando operaciones en historias bien contadas, pero cuando un melodrama depende de los destellos de cuerpos cubiertos en una morgue y el robo de algunos de ellos por un modelo loco en cera, es ir demasiado lejos». Hall la encontró «demasiado espantoso para la comodidad», aunque elogió las actuaciones cómicas de Glenda Farrell y Frank McHugh. En Variety el crítico dijo que la historia era «floja y poco convincente», pero le gustó el maquillaje horripilante y dijo que a la película le iría bien en los cines de barrio.
En la taquilla, la película funcionó mejor en Europa que en los EE. UU., pero aun así obtuvo un beneficio de $ 80.000.

## Preservación
La versión a color de Los crímenes del museo nunca se volvió a publicar formalmente y con el tiempo se la llegó a considerar una película perdida. En 1936, Technicolor-Hollywood dejó de dar servicio a la impresión en dos colores después de emitir una "última llamada" a sus clientes para impresiones y convertir la plataforma de imbibición final para tricolor. La respuesta de la mayoría de los estudios fue juntar los negativos en dos colores (que habían sido almacenados en Technicolor) de sus películas ahora obsoletas. Warner Bros. parece haber conservado los negativos solo para sus caricaturas de dos colores. A fines de la década de 1950, cuando esta película se vendía en un paquete para televisión, se pensaba que la versión Technicolor estaba perdida, ya que el Technicolor descartaba la mayoría de sus negativos de 2 colores el 28 de diciembre de 1948.
William K. Everson informó que el intercambio londinense de Warner tenía a mano una impresión en color de 35 mm y que la película se proyectó allí a fines de la década de 1940. Una copia de nitrato de 35 mm de Reel 1, la impresión de "referencia de laboratorio", todavía estaba en manos de Technicolor-Hollywood y se proyectó en privado en la década de 1960; ese carrete está hoy en la colección de la Academy Film Archive. Después de la muerte de Jack L. Warner el 9 de septiembre de 1978, se descubrió una huella en su colección personal. Con mucha fanfarria, la versión en color se proyectó en el Grauman's Chinese Theatre en Hollywood, con Fay Wray presente, y luego en Alice Tully Hall como parte del 8º Festival de Cine de Nueva York.

## Nueva Versión
La película fue rehecha como Los crímenes del museo (1953) (House of Wax, 1953), dirigida por Andre De Toth y protagonizada por Vincent Price. Mientras que el original era más una película de misterio, el remake se centró más en los elementos de terror. Sin embargo, ambas películas tenían una tendencia inusual común: Misterio fue filmado en el proceso temprano de dos colores de Technicolor, y House of Wax presentó otras dos tecnologías cinematográficas posteriores, el sonido 3-D y el estereofónico. Un piloto de televisión del set de museo-cera, Chamber of Horrors (1966), se estrenó como un largometraje cinematográfico y ofreció su propio truco, un "cuerno del horror" que sonaría cuando la imagen destellara en rojo antes de las escenas de violencia y asesinato.